# Chuck Mangione

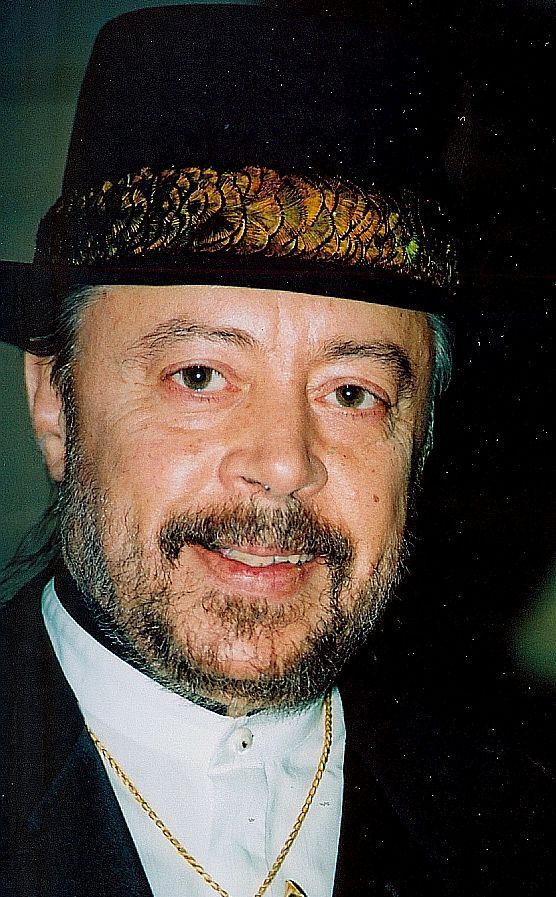
Chuck Mangione (1998)

Charles Frank „Chuck“ Mangione (* 29. November 1940 in Rochester, New York; † 22. Juli 2025 ebenda) war ein US-amerikanischer Jazz-Flügelhornist und Komponist. International erfolgreich wurde er 1978 mit seinem Jazz-Pop-Song Feels So Good.

## Leben und Wirken
Musikalische Aufmerksamkeit erlangte Mangione mit der Band The Jazz Brothers, die er zusammen mit seinem Bruder Gap leitete, und die seit 1960 drei Alben aufnahm. Von 1958 bis 1963 (Bachelor) besuchte er die Eastman School of Music. 1962 legte er sein Debütalbum Recuerdo (Jazzland) vor. Danach schloss er sich Art Blakey’s Jazz Messengers an, wo er sich in die Riege der Jazztrompeter Clifford Brown, Kenny Dorham, Bill Hardman, Lee Morgan und Freddie Hubbard einreihte, die vor ihm diesen Platz besetzt hatten.
Ein weiterer Schritt in Mangiones Karriere war die Rückkehr zur Eastman School of Music, wo er zwischen 1968 und 1972 die Leitung des dortigen Jazzorchesters übernahm. 1970 nahm er mit dem Rochester Philharmonic Orchestra das Live-Album Friends and Love auf, das unter anderem den Titel Hill Where the Lord Hides beinhaltete, und welches ihm zu einem Plattenvertrag bei Mercury Records sowie einer ersten Grammy-Nominierung verhalf. Unter Mercury Records erhielt er mit dem Titelsong des Albums Land of Make Believe eine weitere Grammy-Nominierung.

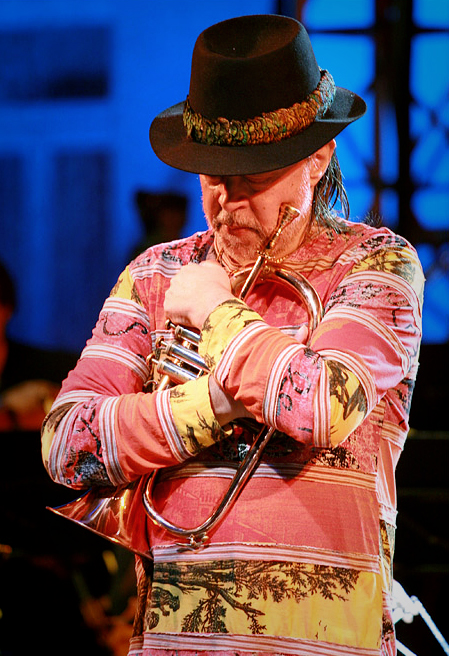
Chuck Mangione (2006)

Unter A&M Records wurde seine Aufnahme Chase the Clouds Away zur Titelmelodie der Fernsehübertragung der Olympischen Sommerspiele von 1976, mit Bellavia gewann Mangione 1977 seinen ersten Grammy. Mit melodisch eingängigen Kompositionen wie Land of Make Believe und Feels So Good gewann er eine große Fangemeinde. Deren vereinfachte Arrangements und ihr reduzierter Improvisationsanteil sorgten für eine hohe Radiopräsenz. Regelmäßige Tourneen mit Musikern wie Gerry Niewood und Grant Geissman verschafften Mangione einem breiteren Publikum Aufmerksamkeit und die für einen Jazzmusiker sehr hohen Verkaufszahlen (alleine zwei Millionen verkaufte Exemplare seines Albums Feels so Good) Anerkennung in der Popkultur. Die Melodie seines Hits Feels So Good wurde 1980 in der Current Biography als die eingängigste seit dem Song Michelle von den Beatles bezeichnet. Mangiones gleichnamiger Soundtrack zum Film Children of Sanchez wurde 1978 mit einem zweiten Grammy in der Sparte „Beste Instrumentaldarbietung – Pop“ ausgezeichnet und 1979 für den Golden Globe Award nominiert, konnte sich aber nicht gegen Midnight Express von Giorgio Moroder durchsetzen.
1980 wurde Give It All You Got zum Thema der Olympischen Winterspiele. In den 1980er-Jahren nahm ihn Columbia Records unter Vertrag, und es folgten zahlreiche Alben und erfolgreiche Konzerte. In der Episode T.C.s große Liebe (im Original Paradise Blues, Staffel 4, Episode 78) der TV-Serie Magnum von 1984 verkörperte Mangione einen Hornisten in einem Musikclub auf Hawaii. In dieser Episode interpretierte Mangione gemeinsam mit der Hauptdarstellerin Leslie Uggams als Sängerin den Jazzstandard Here’s That Rainy Day von Jimmy Van Heusen und Johnny Burke von 1953.
1989, nach 25 Jahren als Musiker, zog sich Mangione aus der Öffentlichkeit zurück und nahm keine weiteren Alben auf. Erst 1994 begann er wieder aufzutreten, wobei viele den Tod Dizzy Gillespies als Auslöser vermuten, weil Mangione ihn verehrt hatte. Neben einer Reihe von Reunion-Auftritten kam es zu neuen Alben für das Label Chesky.
Mangione verstarb am 22. Juli 2025 während des Schlafs im Alter von 84 Jahren zu Hause in Rochester.

## Diskografie

### Alben
| Jahr | Titel                                                           | Höchstplatzierung, Gesamtwochen, AuszeichnungChartplatzierungen (Jahr, Titel, Platzierungen, Wochen, Auszeichnungen, Anmerkungen) | Höchstplatzierung, Gesamtwochen, AuszeichnungChartplatzierungen (Jahr, Titel, Platzierungen, Wochen, Auszeichnungen, Anmerkungen) | Anmerkungen |
| Jahr | Titel                                                           | US | R&B | Anmerkungen |
| ---- | --------------------------------------------------------------- | --- | --- | ----------- |
| 1971 | Friends & Love...A Chuck Mangione Concert                       | US116 (11 Wo.)US | — |             |
| 1971 | Together: A New Chuck Mangione Concert                          | US194 (4 Wo.)US | — |             |
| 1972 | The Chuck Mangione Quartet                                      | US180 (6 Wo.)US | — |             |
| 1975 | Chase The Clouds Away                                           | US47 Gold · (19 Wo.)US | — |             |
| 1975 | Bellavia                                                        | US68 (15 Wo.)US | — |             |
| 1976 | Encore/The Chuck Mangione Concerts                              | US102 (10 Wo.)US | — |             |
| 1977 | Main Squeeze                                                    | US86 (24 Wo.)US | — |             |
| 1977 | Land of Make Believe                                            | US157 (12 Wo.)US | — |             |
| 1978 | Feels So Good                                                   | US2 ×2Doppelplatin · (88 Wo.)US                                                                                                   | — |             |
| 1978 | The Best of Chuck Mangione                                      | US105 (6 Wo.)US | — |             |
| 1978 | Children of Sanchez                                             | US14 Gold · (44 Wo.)US | R&B37 (8 Wo.)R&B |             |
| 1979 | An Evening of Magic – Chuck Mangione Live At The Hollywood Bowl | US27 (23 Wo.)US | — |             |
| 1980 | Fun and Games                                                   | US8 Gold · (23 Wo.)US | R&B13 (17 Wo.)R&B |             |
| 1981 | Tarantella                                                      | US55 (15 Wo.)US | R&B51 (4 Wo.)R&B |             |
| 1982 | Love Notes                                                      | US83 (10 Wo.)US | R&B53 (4 Wo.)R&B |             |
| 1983 | Journey To a Rainbow                                            | US154 (7 Wo.)US | — |             |
| 1984 | Disguise                                                        | US148 (8 Wo.)US | — |             |

### Singles
| Jahr | Titel Album                                | Höchstplatzierung, Gesamtwochen, AuszeichnungChartplatzierungen (Jahr, Titel, Album, Platzierungen, Wochen, Auszeichnungen, Anmerkungen) | Höchstplatzierung, Gesamtwochen, AuszeichnungChartplatzierungen (Jahr, Titel, Album, Platzierungen, Wochen, Auszeichnungen, Anmerkungen) | Anmerkungen                             |
| Jahr | Titel Album                                | US | R&B | Anmerkungen                             |
| ---- | ------------------------------------------ | --- | --- | --------------------------------------- |
| 1971 | Hill Where The Lord Hides Friends and Love | US76 (6 Wo.)US | — |                                         |
| 1975 | Chase the Clouds Away                      | US96 (4 Wo.)US | — |                                         |
| 1977 | Land of Make Believe                       | US86 (3 Wo.)US | — | mit The Hamilton Philharmonic Orchestra |
| 1978 | Feels So Good                              | US4 (25 Wo.)US | R&B68 (7 Wo.)R&B |                                         |
| 1979 | Give It All You Got –                      | US18 (16 Wo.)US | R&B32 (12 Wo.)R&B | Erstveröffentlichung: 12. Januar 1979   |
| 1982 | Steppin’ Out Love Notes                    | — | R&B80 (4 Wo.)R&B |                                         |

## Auszeichnungen für Musikverkäufe
| Goldene Schallplatte - Kanada - 1978: für das Album Children of Sanchez Platin-Schallplatte - Kanada - 1978: für das Album Feels So Good |

Anmerkung: Auszeichnungen in Ländern aus den Charttabellen bzw. Chartboxen sind in ebendiesen zu finden.
| Land/RegionAuszeichnungen für Musikverkäufe (Land/Region, Auszeichnungen, Verkäufe, Quellen) | Gold     | Platin     | Verkäufe  | Quellen         |
| -------------------------------------------------------------------------------------------- | -------- | ---------- | --------- | --------------- |
| Kanada (MC)                                                                                  | Gold1    | Platin1    | 150.000   | musiccanada.com |
| Vereinigte Staaten (RIAA)                                                                    | 3× Gold3 | 2× Platin2 | 3.500.000 | riaa.com        |
| Insgesamt                                                                                    | 4× Gold4 | 3× Platin3 |           |                 |